# 塞尔翁
塞尔翁（法語：Servon，法語發音：[sɛʁvɔ̃] ⓘ）是法国塞纳-马恩省的一个市镇，属于托尔西区。

## 地理
塞尔翁（48°43'1"N, 2°35'14"E）面积7.4 平方千米，位于法国法蘭西島大區塞纳-马恩省，该省份为法国北部内陆省份，北起瓦兹省，西接埃松省、马恩河谷省、塞纳-圣但尼省和瓦兹河谷省，南至卢瓦雷省，东南接约讷省，东临马恩省和奥布省，东北接埃纳省。
与塞尔翁接壤的市镇（或旧市镇、城区）包括：莱西尼、布里孔特罗贝尔、费罗勒-阿蒂伊、芒德尔莱罗斯、佩里尼、桑特尼。

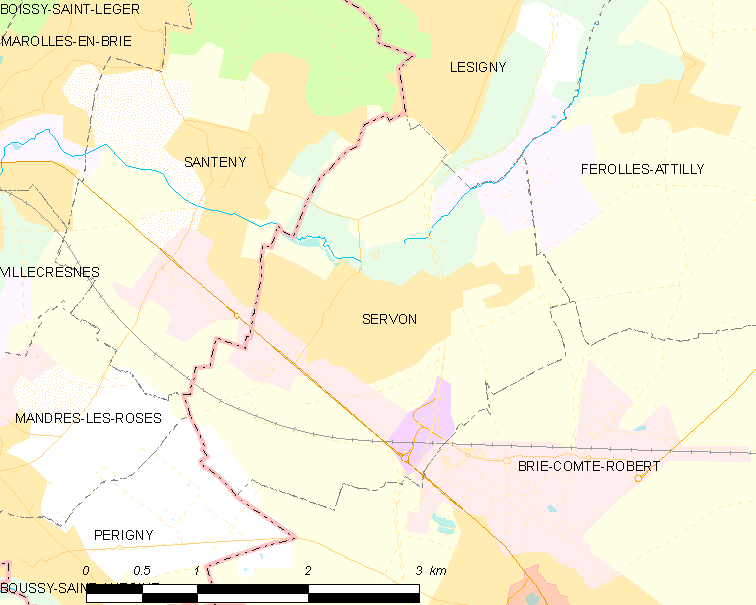
塞尔翁的OSM定位图

塞尔翁的时区为UTC+01:00、UTC+02:00（夏令时）。

## 行政
塞尔翁的邮政编码为77170，INSEE市镇编码为77450。

## 政治
塞尔翁所属的省级选区为奥祖瓦尔-拉费里耶尔县。

## 人口

1962-2008年间塞尔翁人口变化图示

塞尔翁于2022年1月1日时的人口数量为3430人。